# Kromi Logistik
Die Kromi Logistik GmbH (Eigenschreibweise KROMI) ist ein Handels- und Logistikunternehmen für Zerspanungswerkzeuge für die Metall- und Kunststoffbearbeitung mit Sitz in Hamburg. Das Unternehmen tritt als Dienstleister für Maschinen- und Anlagenbau-, Luft- und Raumfahrtunternehmen sowie für die Automobilindustrie auf und versorgt die Kunden mit Betriebsmitteln, insbesondere mit anspruchsvollen Zerspanungswerkzeugen direkt an den Produktionsmaschinen. Seit 1997 ist die Kromi Logistik GmbH auch mit logistischen Konzepten am Markt aktiv, die neben dem klassischen Handel die Vereinfachung des gesamten Bestellwesens und die Lageroptimierung beinhalten. Im Jahr 2000 erfolgte die Markteinführung des KROMI Tool Centers (KTC), der als dezentraler Werkzeugausgabeautomat ein Konsignationslager bei den Kromi-Kunden bildet und die Werkzeugverfügbarkeit sicherstellt. Darüber hinaus bietet Kromi seinen Kunden eine technologische Werkzeug- und Prozessoptimierung der zerspanenden Fertigung. Das integrierte Datenmanagement umfasst die Analyse der Verbrauchs- und Bestandsdaten sowie weitere digitale Lösungen. Somit umfasst das Leistungsspektrum von Kromi heute die vier Kernbereiche Tools Procurement, Logistics, Technology und Data. Kromi ist an vier Standorten in Deutschland sowie in 10 weiteren europäischen Ländern und in Brasilien tätig.

## Geschichte
Gründung und Firmierung

Unternehmenslogo bis 2018

Die heutige Kromi Logistik GmbH geht auf das 1964 gegründete Handelsunternehmen Krollmann & Mittelstädt KG zurück. 1997 erfolgte die Gründung der Tochtergesellschaft Kromi Zerspanungswerkzeuge GmbH in Magdeburg und der Neubau des Unternehmenssitzes in Hamburg-Langenhorn. Am 1. November 2002 wurde der Teilbereich, der ein Logistiknetz aufbauen sollte, aus der Holding der Krollmann & Mittelstädt GmbH als Kromi Logistik GmbH ausgegliedert und am 24. August 2006 in Vorbereitung des Börsengangs in eine Aktiengesellschaft (Kromi Logistik AG) umgewandelt. Am 29. Mai 2024 erfolgte ein Formwechsel zur Kromi Logistik GmbH in Folge des Delistings von der Börse im Vorjahr.
Börsennotierung
Mit der Umwandlung zur Kromi Logistik AG im Jahr 2006 wurde ein Börsengang vorbereitet. Am 8. März 2007 erfolgte die erste Börsennotierung der Aktien der Kromi Logistik AG im Prime Standard der Deutschen Börse. Am 2. November 2022 hat der mehrheitlich an der Gesellschaft beteiligte Großaktionär, die Investmentaktiengesellschaft für langfristige Investoren TGV mit Sitz in Bonn, den Vorstand der Kromi Logistik AG über seine Absicht in Kenntnis gesetzt, ein Squeeze-out-Verfahren nach den §§ 327a ff. AktG einzuleiten und durchzuführen. Der erforderliche Squeeze-out-Beschluss wurde durch die Hauptversammlung am 27. Februar 2023 gefasst und am 27. Juni 2023 in das Handelsregister des Amtsgerichts Hamburg eingetragen. Mit der Eintragung des Übertragungsbeschlusses im Handelsregister sind alle Aktien der Minderheitsaktionäre der Kromi Logistik AG kraft Gesetzes auf die Hauptaktionärin Investmentaktiengesellschaft für langfristige Investoren TGV übergegangen. Die Notierung der Aktien der Kromi Logistik AG im regulierten Markt der Frankfurter Wertpapierbörse und die Einbeziehung der Aktien zum Handel in den Freiverkehr wurde anschließend eingestellt.
Internationalisierung
Die KROMI Logistik GmbH hat ihre internationale Präsenz kontinuierlich erweitert und sich als führender Anbieter im Werkzeugmanagement etabliert. Im Jahr 2007 eröffnete das Unternehmen in Tschechien und der Slowakei die ersten Standorte außerhalb von Deutschland. Die Gründung der brasilianischen Tochtergesellschaft KROMI Logistica do Brasil Ltda. folgte im Jahr 2008 in Joinville, Brasilien. Mittlerweile unterhält KROMI in Brasilien weitere Niederlassungen in Porto Allegre, Campinas und Rio der Janeiro. Die spanische Tochtergesellschaft mit Sitz in Vitoria-Gasteiz wurde 2009 gegründet. Weitere Niederlassungen bestehen in Dänemark, Frankreich und Polen. Diese Expansion ermöglicht KROMI, ein globales Netzwerk zu unterhalten und Kunden international mit Logistik- und Servicedienstleistungen im Bereich Werkzeugmanagement zu versorgen.

## Belege
1. ↑  Kromi Logistik AG: Factsheet Kromi. In: ir.kromi.de. Abgerufen am 27. März 2024.
2. 1 2 3 4  Historie. Abgerufen am 30. Juli 2024.
3. ↑  Eintragung · GF: Christian Auth, Bernd Paulini · PPA: Jens Kumpert · Formwechsel: KROMI Logistik AG · Anschrift · Kapital: 4.124.900 € · Rechtsform: AG · Name: KROMI Logistik GmbH . https://www.northdata.de/,+29. Mai 2024, abgerufen am 30. Juli 2024.
4. ↑  Unternehmensregister. Abgerufen am 30. Juli 2024.
5. ↑  KROMI: Squeeze-Out-Beschluss im Handelsregister eingetragen. In: EQS News. Abgerufen am 27. März 2024.
6. ↑  Kromi Logistik AG: Einleitung eines aktienrechtlichen Squeeze-Out-Verfahrens durch den Hauptaktionär Investmentaktiengesellschaft für langfristige Investoren TGV … In: EQS News. Abgerufen am 27. März 2024.
7. ↑  Standorte. Abgerufen am 30. Juli 2024.